# Basil Spence
Sir Basil Urwin Spence, född 13 augusti 1907 och död 19 november 1976, var en skotsk arkitekt.

## Biografi
Basil Spence föddes i Bombay i Indien i en utvandrad skotsk familj, men sändes till Storbritannien för att få utbildning. Sin arkitektexamen avlade han vid The Bartlett i London och hade innan det en konstexamen från universitetet i Edinburgh.
Därefter började han arbeta som assisterande arkitekt i London och fick även, på grund av sin bakgrund, uppdraget att rita en byggnad i New Delhi. Under Andra världskriget avstannade karriären något, eftersom han tvingades att rycka in.
Efter kriget hade en stor del av Storbritanniens byggnadsbestånd förstörts eller skadats och det fanns ett stort behov av arkitekter. I samband med detta tog Basil Spences karriär fart på allvar. Ett av hans första och mest omfattande projekt var återuppbyggandet av katedralen i Coventry, som var totalförstörd. Arbetet med detta pågick mellan 1950 och 1962 och innebar delvis en helt ny modern kyrka bredvid den gamla, vars ruin bevarades och blev en del av en park. Detta uppmärksammades både i och utanför Storbritannien och Spence adlades 1960 för sin insats. Därefter fick han ett flertal uppdrag av den brittiska staten, exempelvis brittiska ambassaden i Rom, liksom ett större projektet om ett nytt parlament på Nya Zeeland.
Basil Spences arkitektur präglas av den sena modernismens skulpturala former och höga detaljeringsgrad, liksom av brutalismens rika användning av exponerade betongstrukturer. Mellan 1961 och 1968 var han professor i arkitektur vid Royal Academy of Arts i London. Spence avled 1976 i Eye i Suffolk.

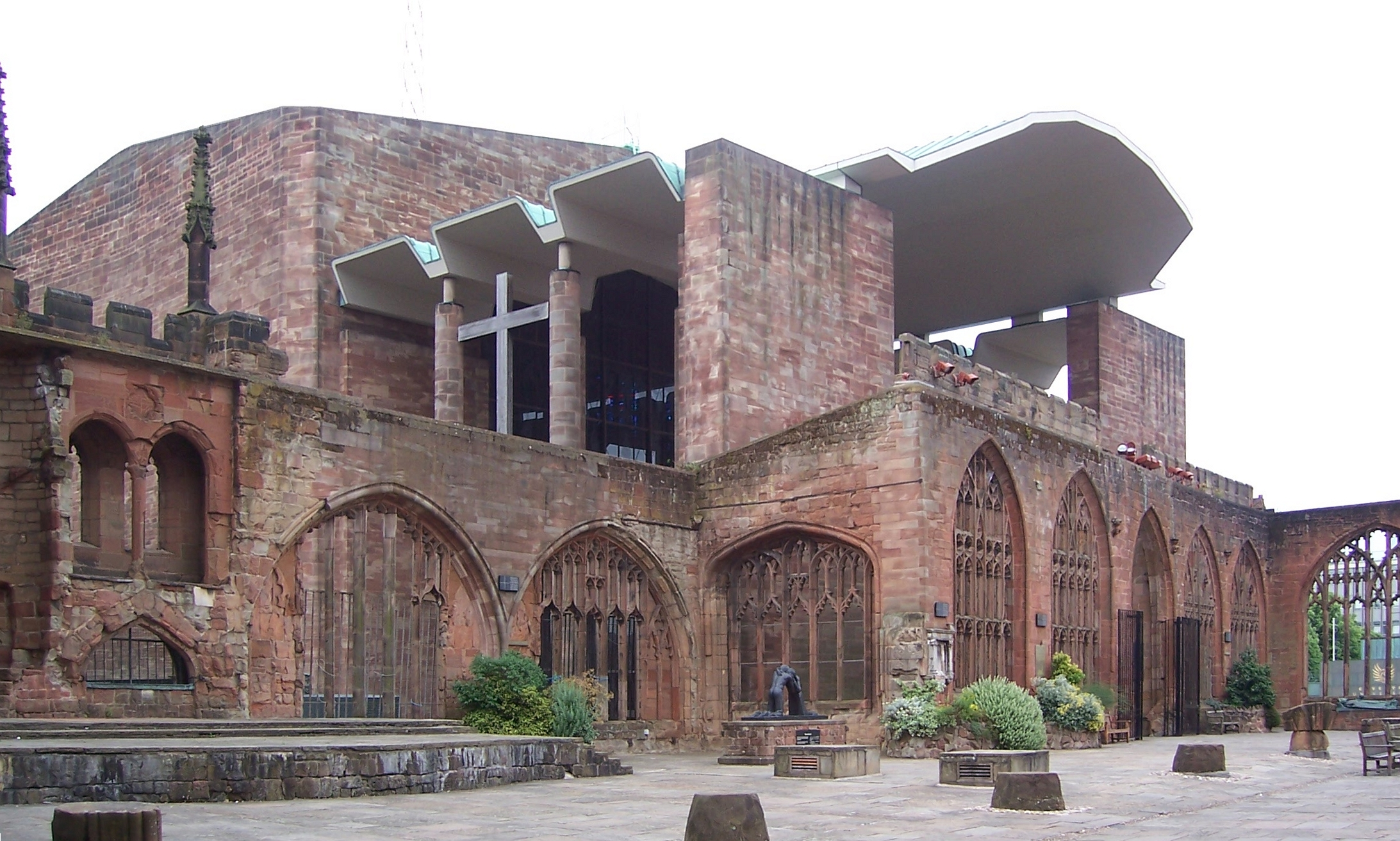
Katedralen i Coventry.
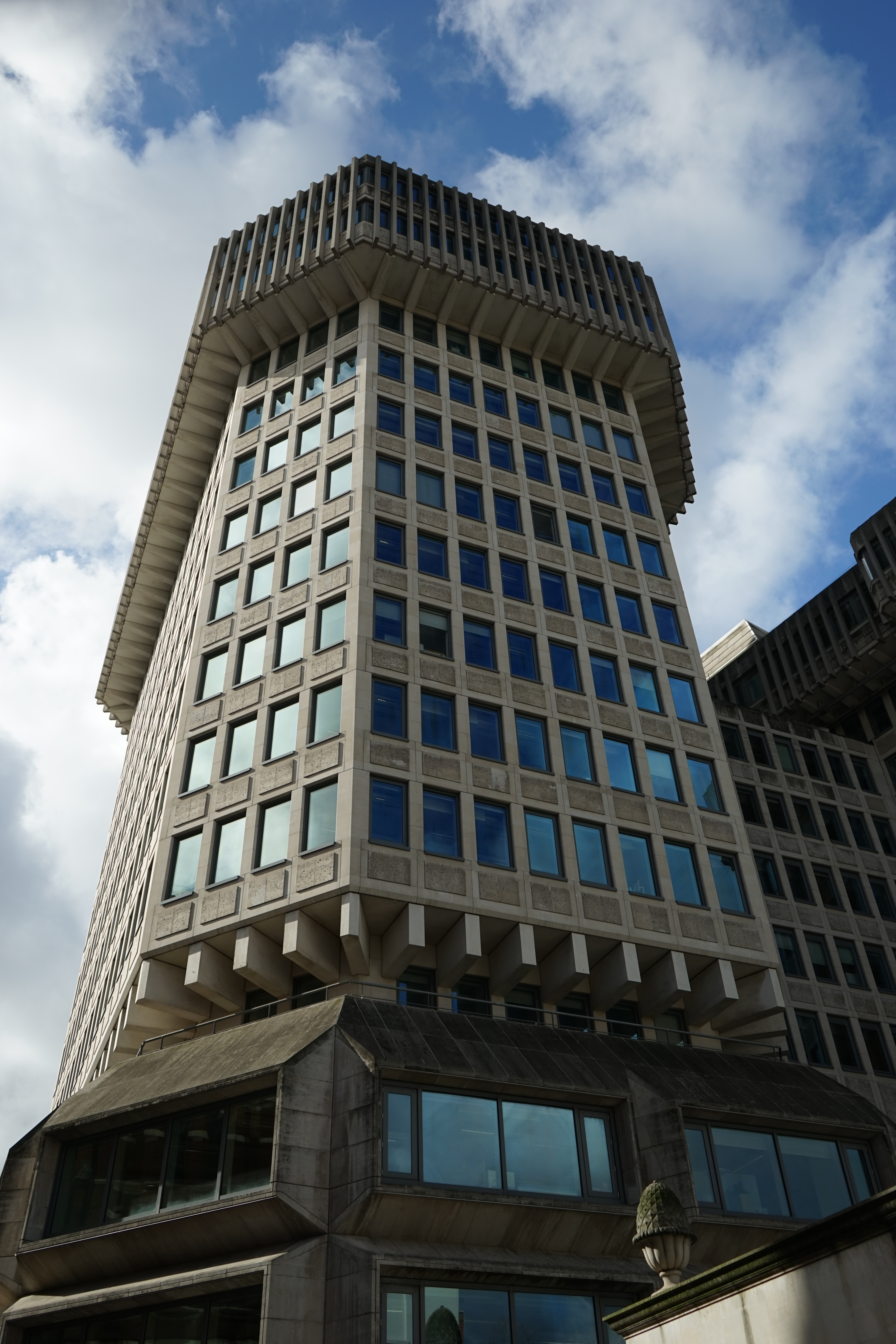
102 Petty France
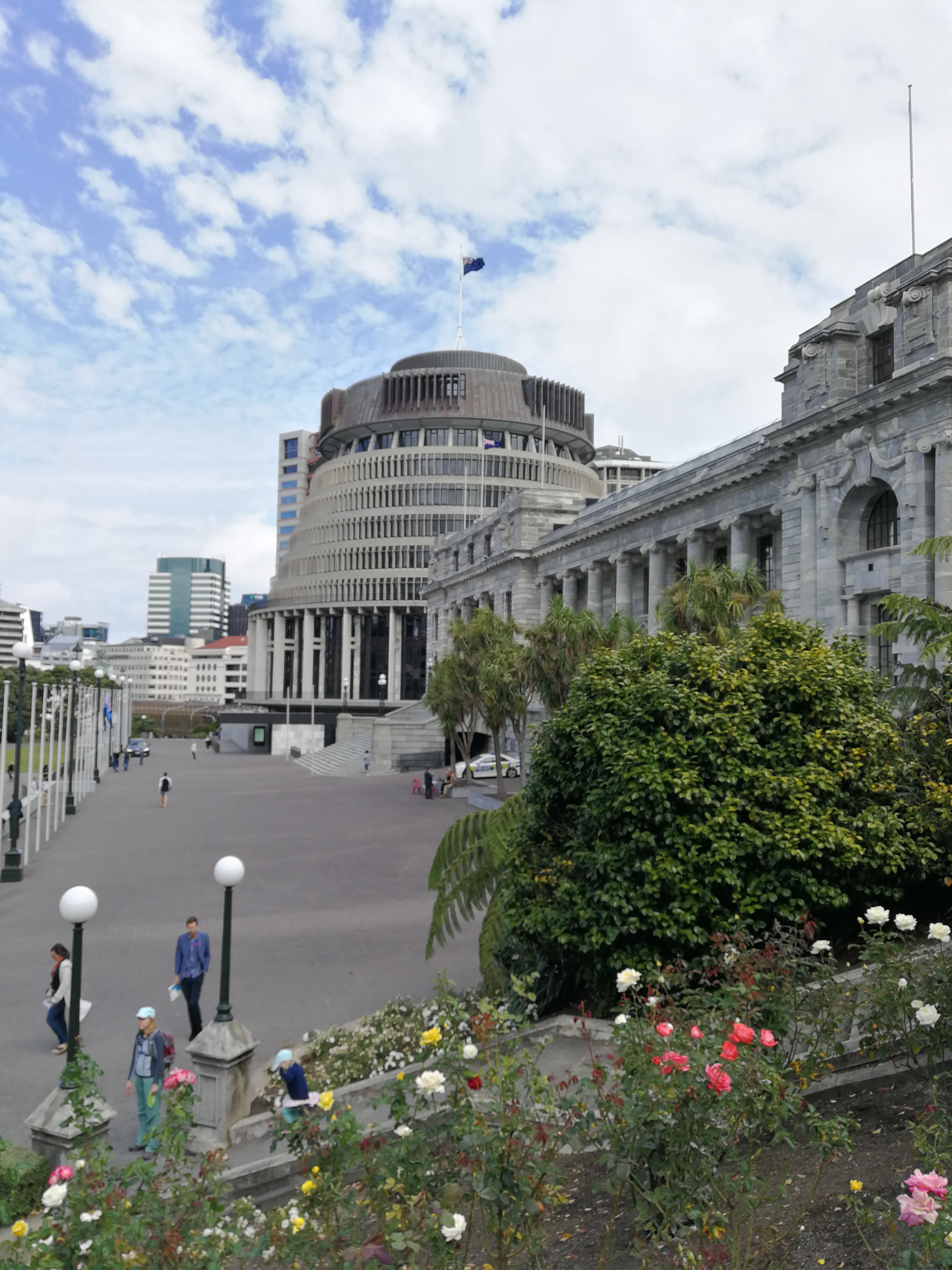
The Beehive, Nya Zeelands regeringsbyggnad.